# Jugovac (Serbia)
Jugovac (cyr. Југовац) – wieś w Serbii, w okręgu toplickim, w mieście Prokuplje. W 2011 roku liczyła 115 mieszkańców.